# NGC 4905
NGC 4905 este o galaxie lenticulară situată în constelația Centaurul. A fost descoperită în 30 martie 1835 de către John Herschel. Se află la o distanță de 78,99 de megaparseci de Pământ.